# Tylocephalus cephalatus
Tylocephalus cephalatus är en rundmaskart som först beskrevs av Nathan Augustus Cobb 1893.  Tylocephalus cephalatus ingår i släktet Tylocephalus och familjen Plectidae. Inga underarter finns listade i Catalogue of Life.